# Пигмеи
Пигмеи (от гръцки πυγμαίος — „колкото юмрук“, вид джудже в гръцката митология) в антропологията са група от ловци събирачи, живеещи в екваториалните джунгли, характерно за които е ниският им ръст (средно под 1,5 м). Пигмеите се срещат навсякъде в централна Африка и по-малобройни групи в югоизточна Азия (вж. негрито).
Най-добре изучената група са мбутите от джунглите в Итури в Демократична република Конго, които са предмет на изследването „The Forest People“ („Горските хора“) (1962) от Колин Търнбул. Други африкански групи са ака, бабензи, бака, бинга, ефе, туа и уочуа. Поне в Централноафриканската република названието баяка се предпочита пред „пигмеи“, тъй като то се отнася до хората, а не само до ръста им.
Пигмеите са по-малки, защото в ранния пубертет те не претърпяват интензивното израстване, което е нормално при повечето хора. Това е приспособяване към околната среда – сравнително по-малки тела са еволюирали независимо и при други видове освен човека, в резултат на изолация на малки острови или в гъсти гори. Средите, в които праотците на пигмеите са живели, при естествената селекция са били по-благосклонни към намалените телесни размери в продължение на много поколения и сега те преобладават в генофонда.
Африканските пигмеи са известни особено с тяхната вокална музика, характеризираща се с плътна полифония, групово изпълнение и импровизация. Симха Аром казва, че нивото на полифонична сложност в пигмейската музика напомня това на европейската арс нова полифония. Повечето пигмейски музикални инструменти са прости и лесно преносими, подходящи за техния традиционно номадски начин на живот. Пигмейските общности са известни (може би романтизирано) с техния егалитаризъм. Те често биват романтично описвани като едновременно утопични и „предмодерни“, като се пропуска това, че те отдавна имат връзки с „модерни“ непигмейски групи (главно банту) като обитатели на близки села, селскостопански собственици, дърводобивни компании, евангелистки мисионери и професионални ловци, посягащи на източниците им на храна. Не е известно африканските пигмеи да имат собствен език. Те говорят езика на обкръжаващите ги непигмейски народи (обикновено банту).
Жилищата на пигмеите в Република Конго, точно между градовете Уесо и Покола, по течението на река Санга, са направени от пръчки и листа. Те са много малки и са обзаведени с основни неща като легло и полици, всички от дърво. Тъй като в дъждовната гора през нощта е доста студено, в колибите обикновено постоянно гори малък огън. Пигмеите са се научили да си правят домашен алкохол чрез дестилиране на царевица или други достъпни плодове. Те са много добри ловци.
Между азиатските групи са агта и батак във Филипините, семанг на Малайския полуостров и обитателите на Андаманските острови.
Някои учени класифицират Homo floresiensis като пигмеи, а не като различен вид човек, но като се има предвид наличната информация за Homo floresiensis и протоколът за именуване на видовете, тази класификация е необичайна.

## Мит
В гръцкия мит пигмеите са племе от хора, високи 27 палеца (около 68,5 см), в Индия, които се биели с жеравите.
Освен това, в най-далечния планински район ни беше казано за три-педи (триспитами) пигмеите, които не надвишават три педи или 27 палеца на ръст; климатът е здравословен и винаги пролетен, тъй като е предпазен на север от планини; Омир също е записал, че това племе е тормозено от жерави. Има сведения, че през пролетта цялата им група, яхнала овни и овце и въоръжена със стрели, слиза вкупом до морето и изяжда яйцата и малките на жеравите; и че иначе те не биха могли да се предпазят срещу ятата от жерави, които биха пораснали; и че къщите им са направени от кал, пера и черупки от яйца. Аристотел казва, че пигмеите живеят в пещери, но в останалата част от това си изказване за тях той се съгласява с другите източници. Също така е казано, че пигмеите вечно воюват с пеперуди.